# 経済安定政務次官
経済安定政務次官（けいざいあんていせいむじかん）は、経済安定本部に置かれていた政務次官。具体的には経済の安定に関する政策のほかにも物価や生産性に関する政策も所管していた。

## 歴代経済安定政務次官
| 氏名     | 就任       | 退任       | 備考 |
| -------- | ---------- | ---------- | ---- |
| 西村栄一 | 1948年4月  | 1948年10月 |      |
| 藤井丙午 | 1948年4月  | 1948年6月  |      |
| 神田博   | 1948年10月 | 1949年2月  |      |
| 中川以良 | 1948年10月 | 1950年6月  |      |
| 西村久之 | 1949年6月  | 1950年7月  |      |
| 小峯柳多 | 1950年7月  | 1951年12月 |      |
| 福田篤泰 | 1951年12月 | 1952年7月  |      |